# Charles de Saint-Évremond
Charles Marguetel de Saint-Denis —señor de Saint Évremond— (Saint Denis-le-Guast, 1 de abril de 1613-Londres, 29 de septiembre de 1703) fue un político y escritor libertino francés.

## Biografía
Saint Évremond nace en el seno de una familia noble de la baja Normandía. Fue un niño de una rara precocidad intelectual. Estudia filosofía y derecho hasta los catorce años, edad en la que ingresa en la academia militar. En 1629 fue con el mariscal François de Bassompierre a Italia. Sirvió durante gran parte de la Guerra de los Treinta Años, destacándose en el sitio de Landrecies (1637), cuando fue nombrado capitán. Durante sus campañas estudió las obras de Montaigne y las lenguas española e italiana. En 1639 conoció al filósofo y científico Pierre Gassendi en París y se convirtió en uno de sus discípulos. Con el ejército francés participa en las batallas de Arrás, Rocroi, Friburgo y Nördlingen, y conoce a muchas figuras ilustres, como Luis II de Borbón-Condé. Durante la guerra de la Fronda, es leal al poder real, lo que le supuso el reconocimiento de Mazarino y el distanciamiento de Condé.  
En 1661, un escándalo a raíz de su texto satírico sobre la Paz de los Pirineos (1659), en que se critica a Mazarino (aunque las razones parecen ser otras no declaradas, quizá el pecado nefando) lo obliga al exilio en Holanda y después en Inglaterra, donde lleva una vida mundana a la vez que frecuenta a filósofos como Hobbes y Spinoza y mantiene una relación amorosa con Hortense Mancini, duquesa de Mazarino, quien había montado en Londres un salón de notables. La corte y la ciudad de Londres lo acogieron con gran agrado. El rey Carlos II de Inglaterra lo recibió con amabilidad y le otorgó una pensión de trescientas libras esterlinas. Desde allí sostuvo correspondencia con la filósofa materialista, salonnière y cortesana Ninón de Lenclos. Frecuentó la tertulia en que se reunían John Dryden, William Temple y Jonathan Swift. Por fin las gestiones de sus amigos franceses fructificaron en 1688 y Luis XIV lo autorizó a regresar a Francia en 1689. Pero, en ese momento, ya de avanzada edad y arraigado en sus nuevas costumbres, los favores de Guillermo III de Inglaterra y su afecto por la duquesa de Mazarino le impidieron aceptar el anhelado indulto. Prefirió acabar su vida en Londres. Falleció con casi noventa años y, como honor supremo, fue enterrado en el Rincón de los poetas de la abadía de Westminster.
Con la sola excepción de su Comédie des academistes, en que se burlaba de las supresiones hechas en el idioma por la Academia Francesa, sus obras circularon clandestinamente en vida y solo se publicaron después de su muerte.

## Obras publicadas

### Publications
- Œuvres mêlées (1643-1692); hubo una edición corregida (1705).
- Retraite de M. le duc de Longueville en Normandie (1649)
- Les Académistes (1650) sátira dialogada compuesta contra la Academia francesa.
- Conversation du maréchal d’Hocquincourt avec le Père Canaye (1656)
- Lettre au marquis de Créqui sur la paix des Pyrénées (1659)
- Réflexions sur les divers génies du peuple romain (1663)
- De quelques livres espagnols, italiens et français (1668?)
- Réflexions sur la tragédie ancienne et moderne (1672)
- Parallèle de M. le Prince et de M. de Turenne (1673)
- Sur nos comédies, donde el autor critica el nuevo género de espectáculo introducido en Francia. (1677)
- Défense de quelques pièces de Corneille (1677)
- Discours sur Épicure (1684)
- Les Pensées sur l’honnêteté de Damien Mitton han sido atribuidos a Saint-Évremond desde la primera edició de sus Œuvres mêlées.

## Obra
La obra escrita de Saint Évremond se asemeja a una conversación amable e irónica, cercana a los puntos de vista de Epicuro.
- Datos: Q511289
- Multimedia: Charles de Saint-Évremond / Q511289